# Agrostophyllum zeylanicum
Agrostophyllum zeylanicum är en orkidéart som beskrevs av Joseph Dalton Hooker. Agrostophyllum zeylanicum ingår i släktet Agrostophyllum och familjen orkidéer.
Artens utbredningsområde är Sri Lanka. Inga underarter finns listade i Catalogue of Life.